# Засулаукс (станция)
За́сулаукс (латыш. Zasulauks) — железнодорожная станция в микрорайоне Засулаукс на территории Курземского района города Риги. Расположена на линии Торнякалнс — Тукумс II. От станции Засулаукс начинается также линия Засулаукс — Болдерая.

## История
Станция открыта в 1873 году вместе с Риго-Больдерааской железной дорогой. Особое значение приобрела с открытием Риго-Туккумской железной дороги в 1877 году. Обе линии принадлежали обществу Риго-Динабургской железной дороги. Выкуплены государством в 1894 году. Первое здание станции Засулаукс быстро обветшало, и в 1912 году на его месте возвели новое, сохранившееся по сей день. В 1954 году недалеко от станции было построено депо «Засулаукс».
В рамках строительства железнодорожной линии Rail Baltica на станции планируется сооружение подземного пешеходного перехода шириной 5 м.

## Движение поездов
Станция имеет три направления, два из них используются пассажирскими электропоездами, а одно (на Болдераю) предназначено для грузового сообщения.
- Засулаукс — Рига
- Засулаукс — Тукумс II
- Засулаукс — Болдерая

## Галерея

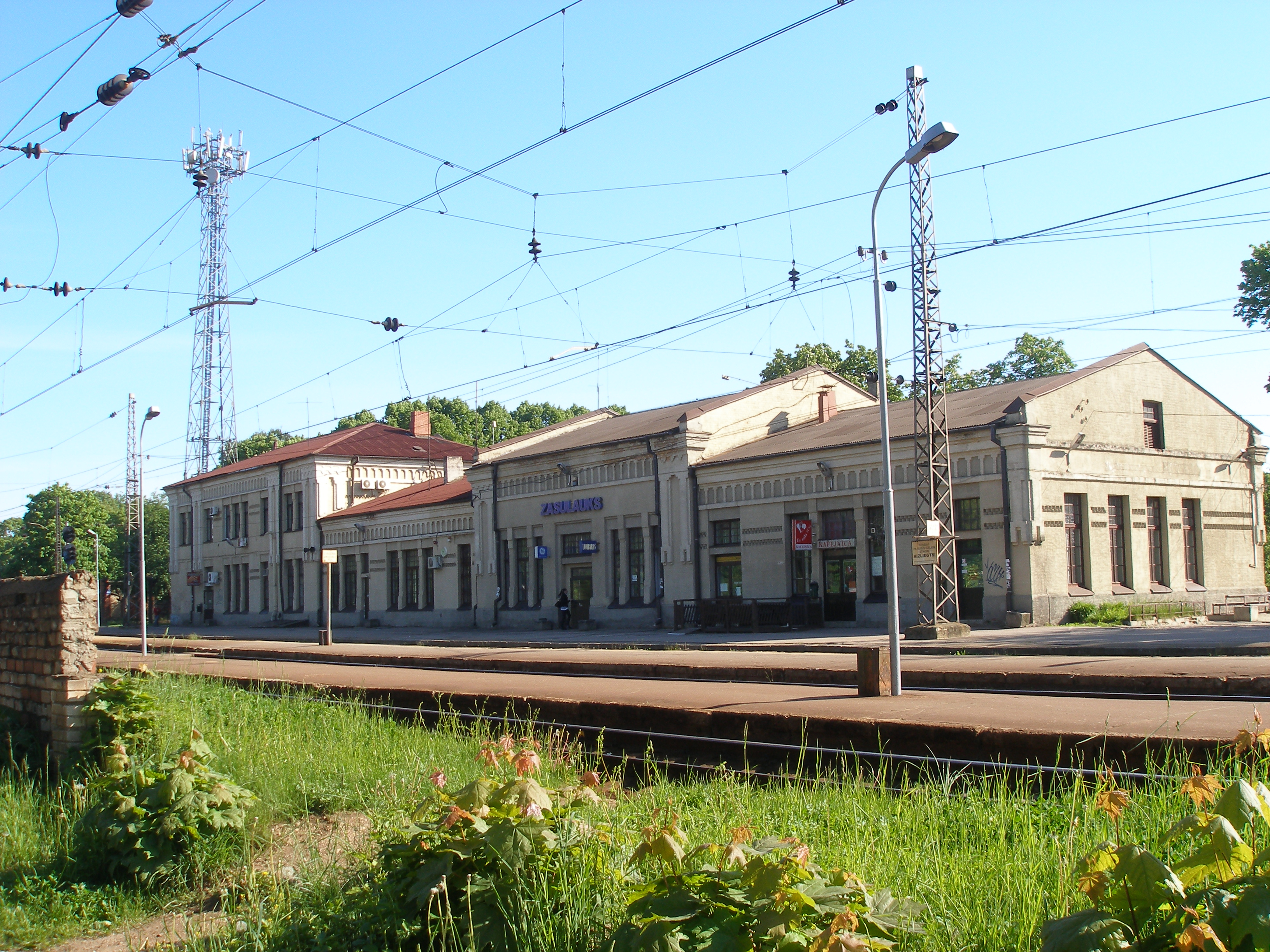
Вокзал станции Засулаукс
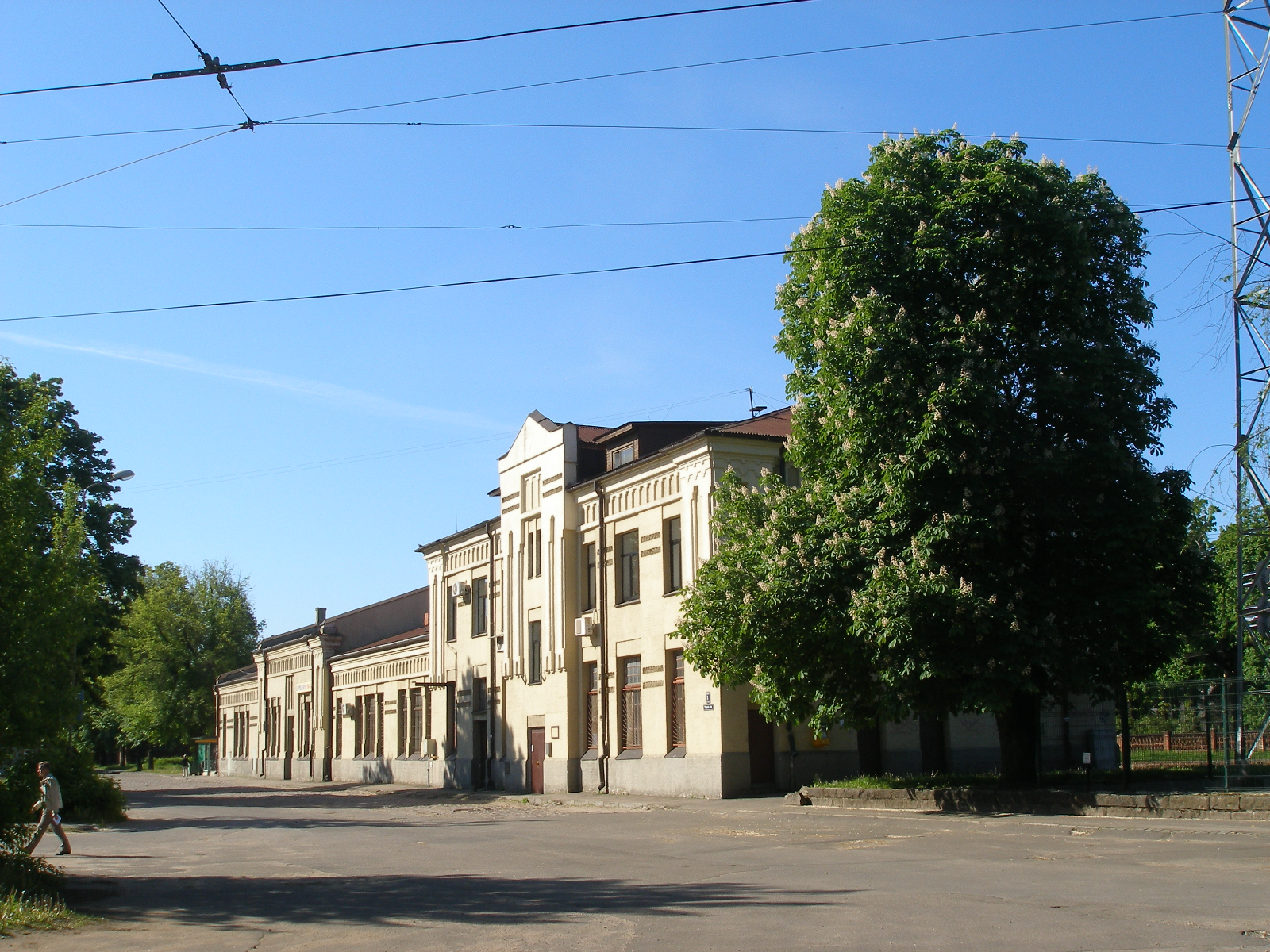
Вокзал со стороны улицы Тапешу
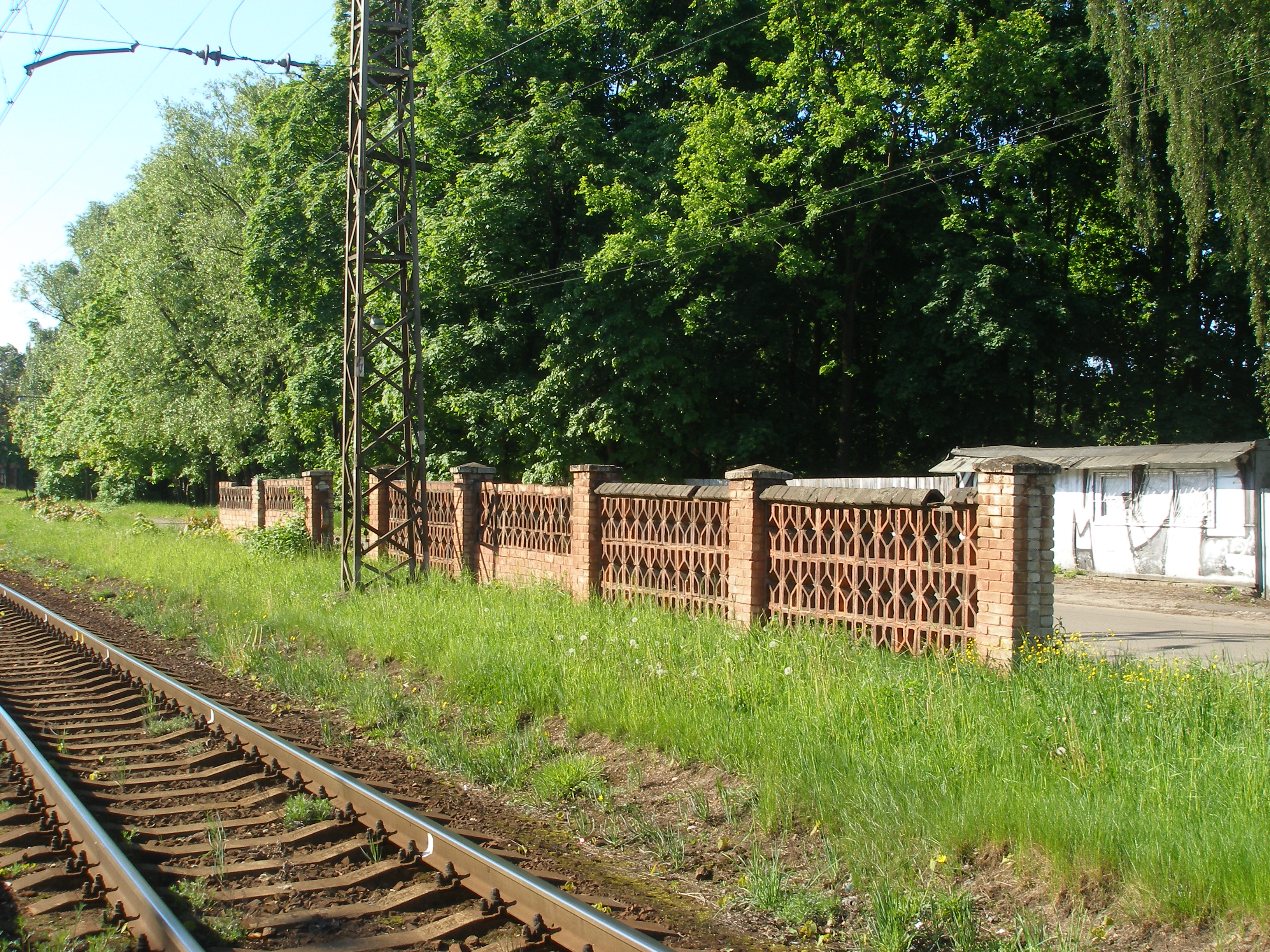
Сохранившаяся часть старой ограды со стороны улицы Смардес, 2010 год
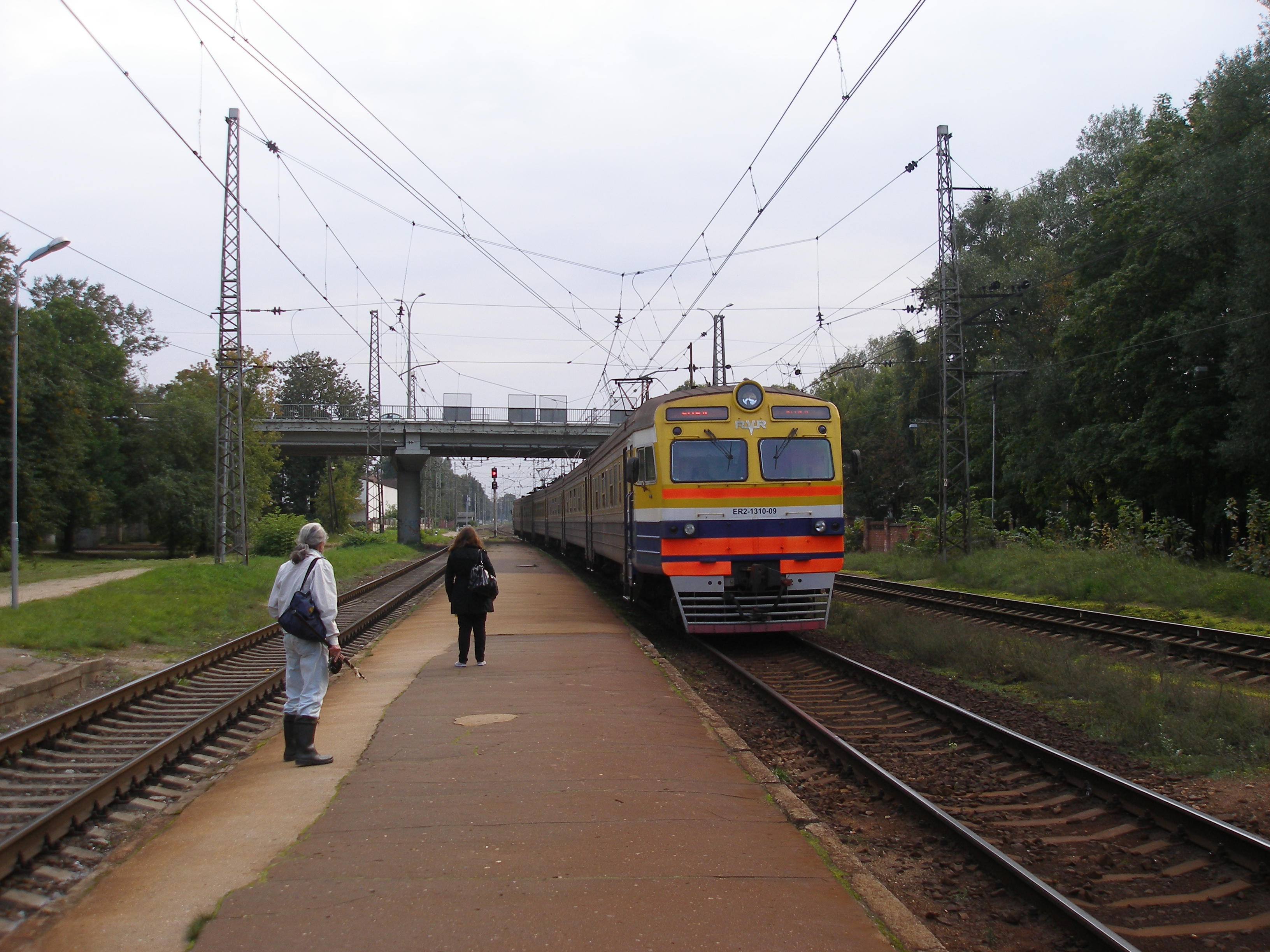
Электропоезд ЭР2-1310 и путепровод близ станции Засулаукс
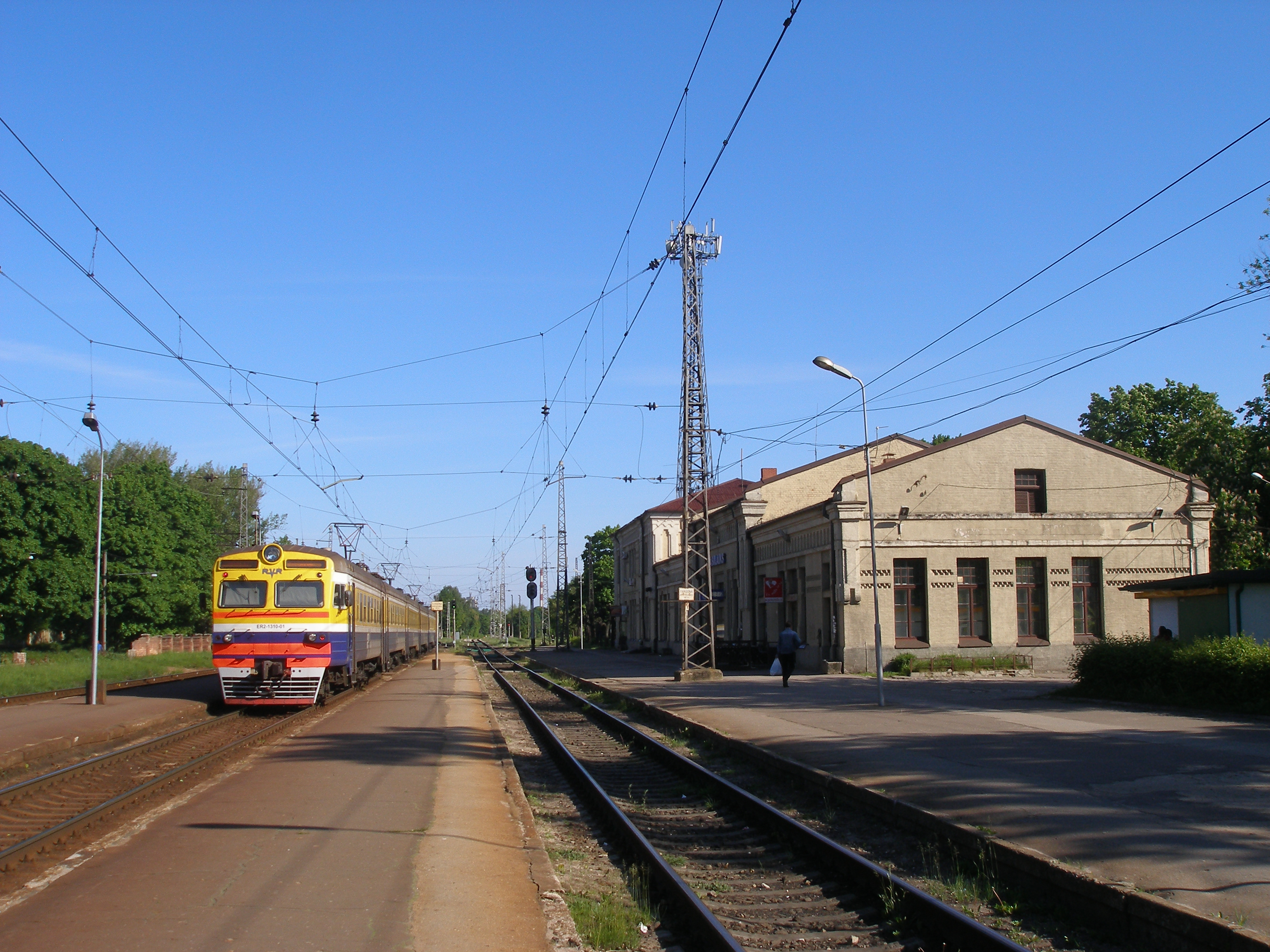
Электропоезд ЭР2-1310 на станции Засулаукс
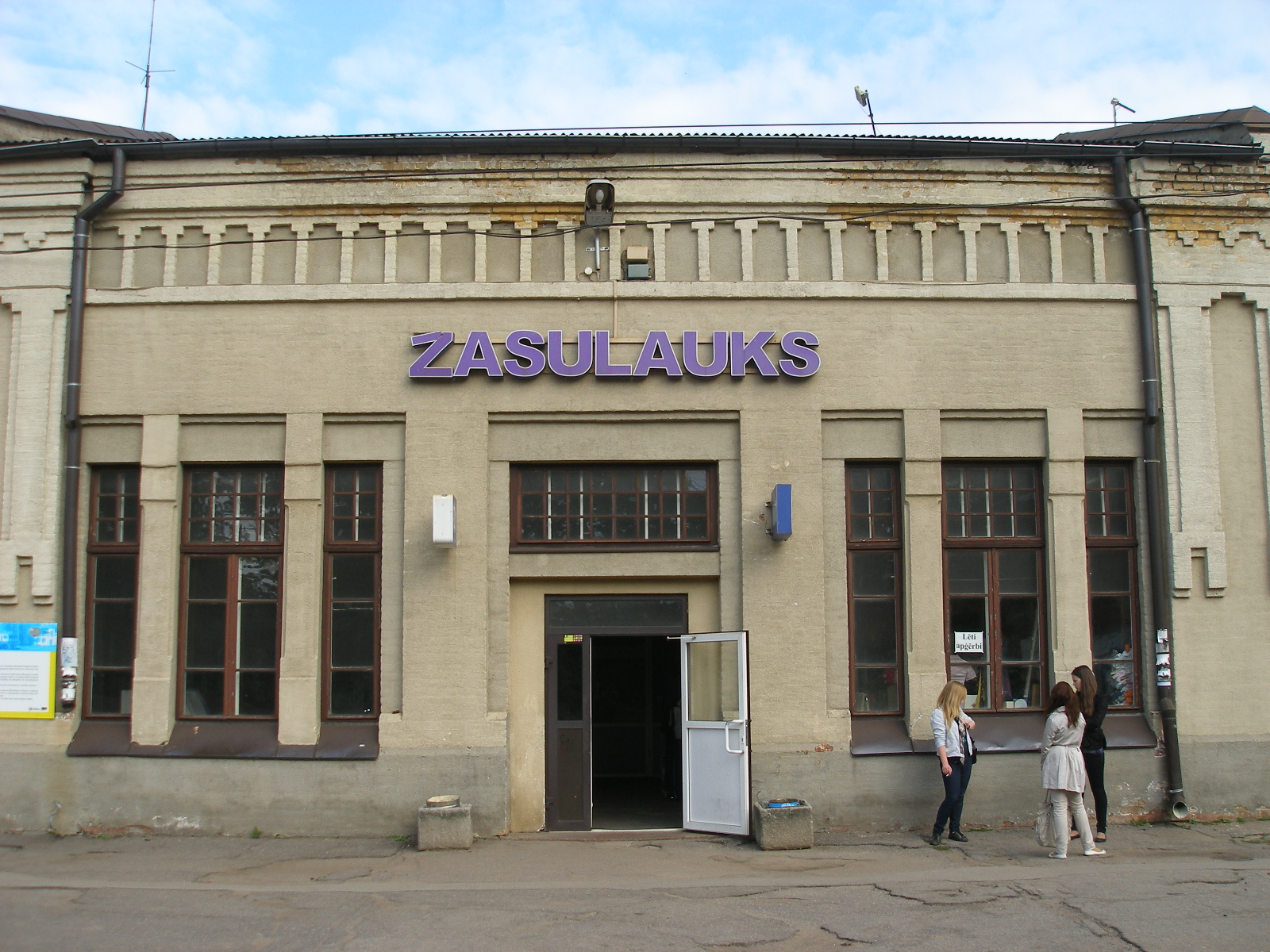
Фасад вокзала
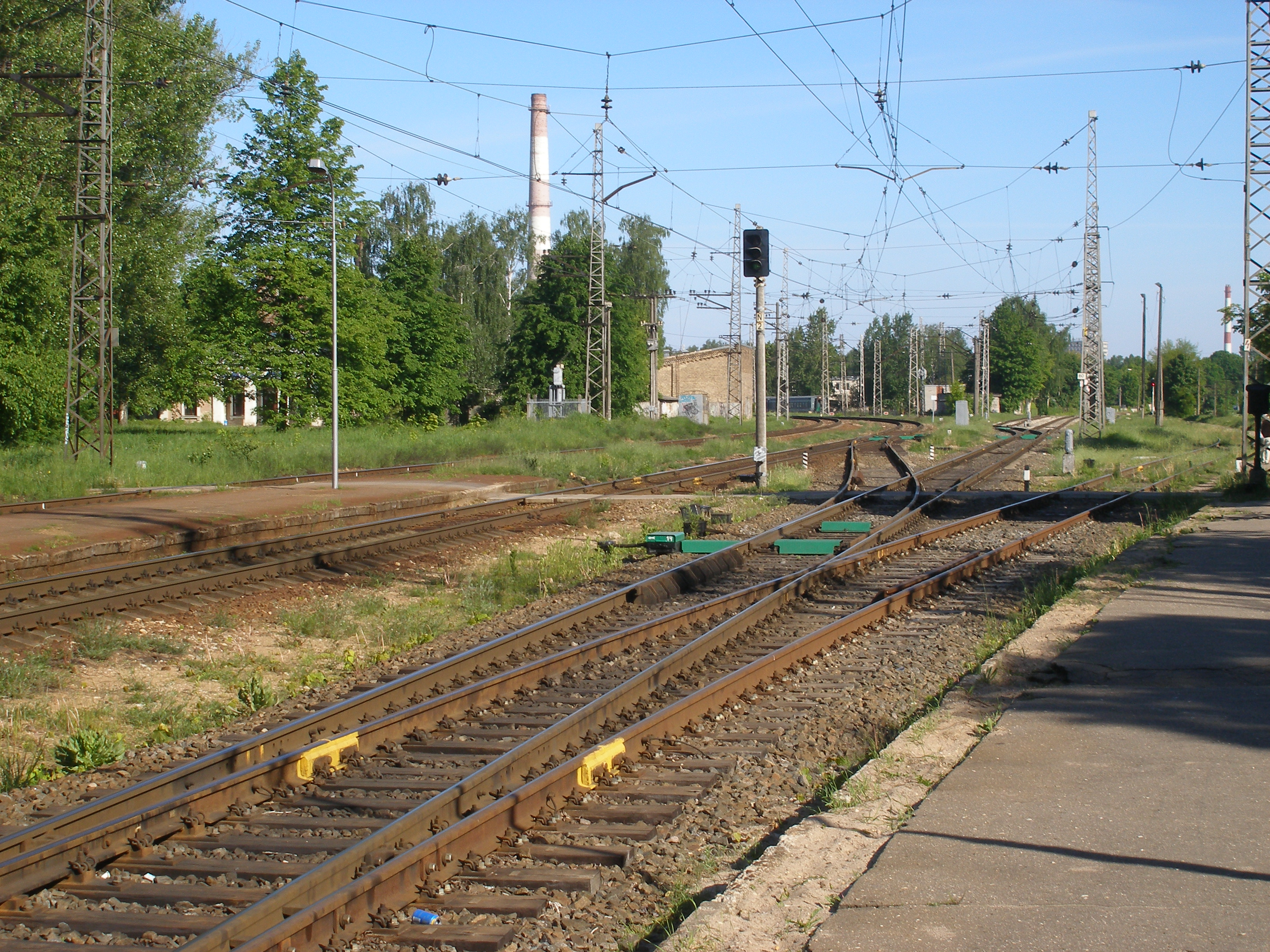
Железнодорожные пути. Вид в направлении Тукумса
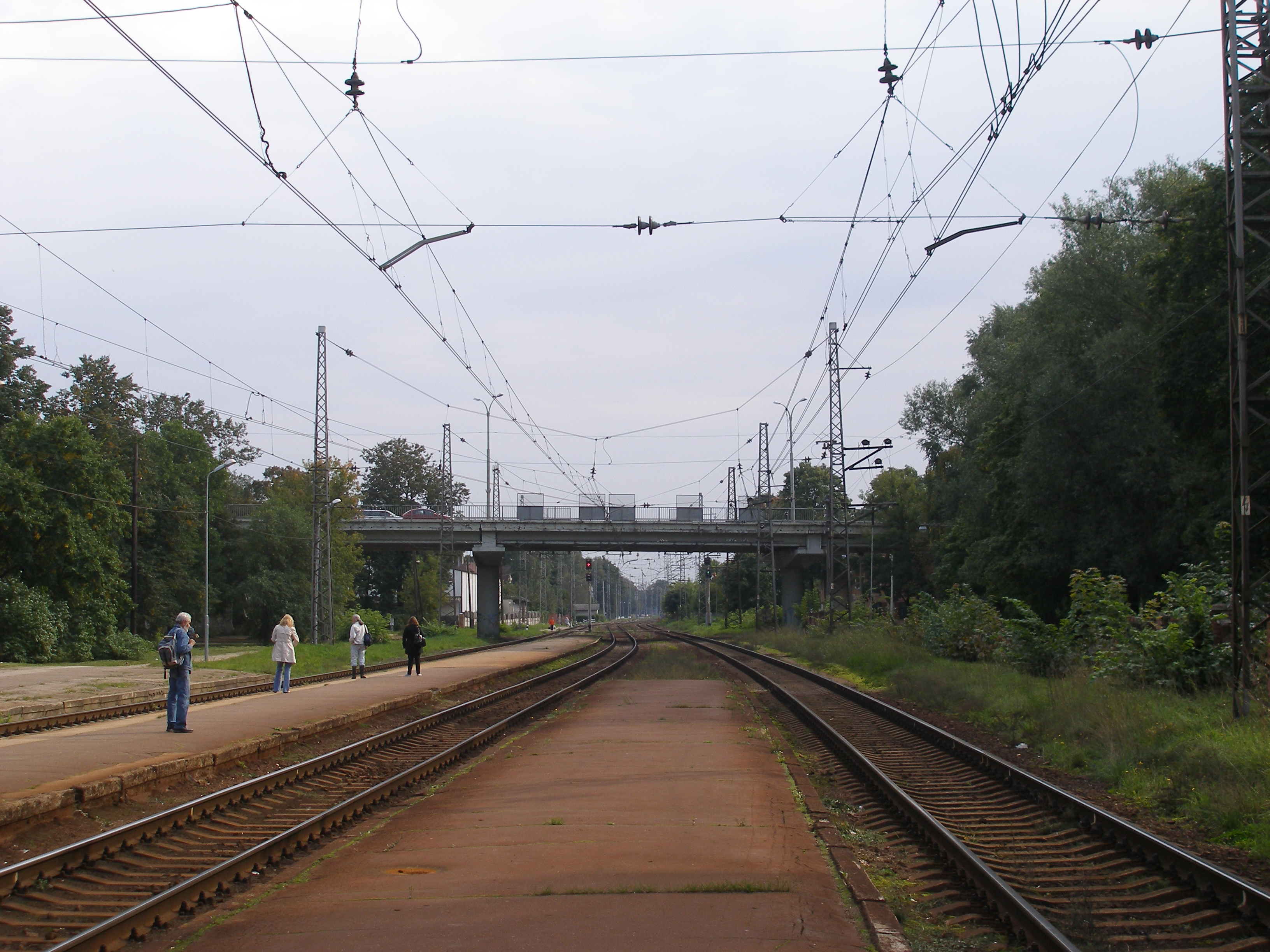
Железнодорожные пути. Вид в направлении Риги